# Lohn-Ammannsegg
Lohn-Ammannsegg ist eine politische Gemeinde im Bezirk Wasseramt des Kantons Solothurn in der Schweiz. Die Gemeinde entstand 1993 durch die Fusion der früher selbständigen Gemeinden Ammannsegg und Lohn.

## Geographie
Die Doppelgemeinde Lohn-Ammannsegg liegt auf rund 500 m ü. M., 4 km südlich des Kantonshauptortes Solothurn (Luftlinie). Beide Dörfer erstrecken sich an aussichtsreicher Lage am Sonnenhang nördlich des unteren Biberentals, im äussersten Nordosten des Bucheggberges, im Solothurner Mittelland.
Die Fläche des 4,5 km² grossen Gemeindegebiets umfasst einen Abschnitt der Molassehöhen des Bucheggberges. Die südliche Grenze verläuft meist entlang des kanalisierten Biberenbachs, der hier aus dem Bucheggberg in eine mehr als 1 km breite Talebene hinaustritt. Vom Bachlauf erstreckt sich der Gemeindeboden nordwärts über die flache Talniederung und den sanft geneigten Hang von Lohn-Ammannsegg bis auf die angrenzende Hochfläche mit dem Rütifeld (551 m ü. M.), dem Lohner Oberwald (mit 564 m ü. M. die höchste Erhebung von Lohn-Ammannsegg) und dem Oberholz (542 m ü. M.). Die Rodungsinsel Buechhof (535 m ü. M.) befindet sich bereits auf der nördlichen Seite der Hochfläche, die dem Aaretal zugewandt ist. Von der Gemeindefläche entfielen 1997 20 % auf Siedlungen, 29 % auf Wald und Gehölze und 51 % auf Landwirtschaft.
Lohn-Ammannsegg besteht aus den beiden Ortsteilen:
- Lohn, 502 m ü. M., am Südhang des Lohner Oberwaldes, 1346 Einwohner (1990) mit dem Quartier Neuhüsli (463 m ü. M.) am Biberenbach
- Ammannsegg, 490 m ü. M., am Südhang des Oberholzes, 550 Einwohner (1990) mit dem Quartier Heinibühl (475 m ü. M.) auf einer Anhöhe am Nordrand des Biberentals

Die Siedlungsgebiete beider Ortsteile sind heute lückenlos zusammengewachsen. Daneben gehören einige Einzelhöfe zur Gemeinde. Nachbargemeinden von Lohn-Ammannsegg sind Lüterkofen-Ichertswil, Lüsslingen-Nennigkofen und Biberist im Kanton Solothurn sowie Bätterkinden im Kanton Bern.

## Bevölkerung
Mit 2976 Einwohnern (Stand 31. Dezember 2023) gehört Lohn-Ammannsegg zu den mittelgrossen Gemeinden des Kantons Solothurn. Von den Bewohnern sind 95,0 % deutschsprachig, 1,8 % italienischsprachig und 0,8 % sprechen Französisch (Stand 2000). Die Bevölkerungszahl von Lohn-Ammannsegg belief sich 1850 auf 420 Einwohner, 1900 auf 502 Einwohner. Im Verlauf des 20. Jahrhunderts stieg die Bevölkerungszahl kontinuierlich weiter an. Seit 1950 (716 Einwohner) wurde ein verstärktes Bevölkerungswachstum mit einer Verdreifachung der Einwohnerzahl innerhalb von 50 Jahren verzeichnet.

## Politik
Der Gemeinderat (die Exekutive) besteht inklusive des Gemeindepräsidenten aus 7 Mitgliedern. Die Sitze verteilten sich dabei wie folgt:
| Partei                                                       | 2021–2025 | 2017–2021 | 2013–2017 | 2009–2013 | 2005–2009 |
| FDP.Die Liberalen (bis 2009 Freisinnig-Demokratische Partei) | 3         | 4         | 4         | 5         | 5         |
| Unabhängige Liste                                            | 2         | –         | –         | –         | –         |
| Sozialdemokratische Partei                                   | 2         | 3         | 3         | 2         | 2         |

## Wirtschaft
Lohn-Ammannsegg war bis in die zweite Hälfte des 20. Jahrhunderts ein vorwiegend durch die Landwirtschaft geprägtes Dorf. Heute haben der Ackerbau und der Obstbau sowie die Viehzucht und die Forstwirtschaft nur noch einen geringen Stellenwert in der Erwerbsstruktur der Bevölkerung.
Zahlreiche weitere Arbeitsplätze sind im lokalen Kleingewerbe und im Dienstleistungssektor vorhanden. Seit den 1960er Jahren haben sich verschiedene Unternehmen in Lohn-Ammannsegg niedergelassen. Gewerbe- und Industriezonen befinden sich beim Neuhüsli östlich der Bahnlinie sowie beim östlichen Dorfeingang von Ammannsegg. Heute sind in der Gemeinde Betriebe des Bau- und Transportgewerbes, der Elektrobranche, der Informationstechnologie, des Maschinenbaus, der Holz- und Nahrungsmittelverarbeitung sowie mechanische Werkstätten vertreten. In den letzten Jahrzehnten hat sich das Dorf dank seiner attraktiven Lage auch zu einer Wohngemeinde entwickelt. Viele Erwerbstätige sind deshalb Wegpendler, die hauptsächlich in den Regionen Solothurn und Bern arbeiten.

## Verkehr
Die Gemeinde ist verkehrsmässig gut erschlossen. Sie liegt an der Hauptstrasse von Solothurn nach Bern. Der nächste Anschluss an die Autobahn A1 (Bern-Zürich) befindet sich rund 6 km vom Ortskern entfernt.
Am 10. April 1916 wurde die Eisenbahnlinie der Regionalbahn Bern-Solothurn mit dem Bahnhof Lohn-Lüterkofen (zum Teil auf dem Gebiet von Bätterkinden) und der Haltestelle Ammannsegg in Betrieb genommen (letztere ist aber seit Dezember 2008 aufgehoben). Für die Feinverteilung im öffentlichen Verkehr sorgen die Buslinie der BSU, die von Solothurn nach Lohn-Lüterkofen Bahnhof verkehrt, die Postautokurse vom Bahnhof Lohn-Lüterkofen nach Messen und nach Schnottwil.

## Geschichte
Das Gemeindegebiet von Lohn-Ammannsegg war schon sehr früh bewohnt, was durch einige Überreste aus dem Neolithikum im Junkholz nachgewiesen werden konnte. Während der Römerzeit befand sich bei Lohn ein Gutshof, der wahrscheinlich zu Beginn des 2. Jahrhunderts nach Christus aufgegeben worden war.
Die erste urkundliche Erwähnung von Lohn erfolgte 1264 unter dem Namen Lon, was vom althochdeutschen Wort loh (Hain) abgeleitet ist. Eventuell bezieht sich der von 1040 überlieferte Name Lanha ebenfalls auf Lohn. Ammannsegg wurde 1261 erstmals als Amalzeich genannt. Später erschienen die Schreibweisen Amelseich (1336), Ammelseich (1538) und Ammanseich (1742). Erst 1774 ging man zur Bezeichnung Ammansegg über. Dieser Ortsname bedeutete ursprünglich Eiche des Amalolt/Amanold.
Seit dem Mittelalter gehörten Lohn und Ammannsegg den Grafen von Kyburg-Burgdorf. Die niedere Gerichtsbarkeit lag jedoch beim Sankt-Ursen-Stift in Solothurn und ging 1347 an die Stadt Solothurn über. Als die Herrschaft Halten 1466 an Solothurn gelangte, wurden die beiden Dörfer der neuen Vogtei Kriegstetten und dem Gerichtsort Biberist zugeteilt. Die hohe Gerichtsbarkeit über Lohn und Ammannsegg hatte ab 1406 Bern inne, bevor sie ebenfalls an Solothurn kam.
Nach dem Zusammenbruch des Ancien Régime (1798) gehörten Lohn und Ammannsegg während der Helvetik zum Distrikt Biberist und ab 1803 zum Bezirk Kriegstetten, der 1988 offiziell in Bezirk Wasseramt umbenannt wurde. Im 20. Jahrhundert arbeiteten die beiden Ortschaften auf verschiedenen Bereichen (Schulwesen, Friedhof, Zivilschutz) eng zusammen, was schliesslich am 1. Januar 1993 in der Fusion zur neuen Gemeinde Lohn-Ammannsegg resultierte.

## Sehenswürdigkeiten
Beim alten Dorfkern von Lohn steht die 1725 erbaute Andachtskapelle. Zwei moderne Kirchenbauten befinden sich etwa in der Mitte zwischen den alten Ortskernen: die 1963 errichtete reformierte Kirche und die katholische Kirche Guthirt von 1973. Das Bad Ammannsegg entstand 1785 durch den Umbau des Sommersitzes eines ehemaligen solothurnischen Landvogtes. Heute dient es als Alterssiedlung.

## Persönlichkeiten
- Hans Erzer (1915–2009), Jurist und Politiker

## Bilder

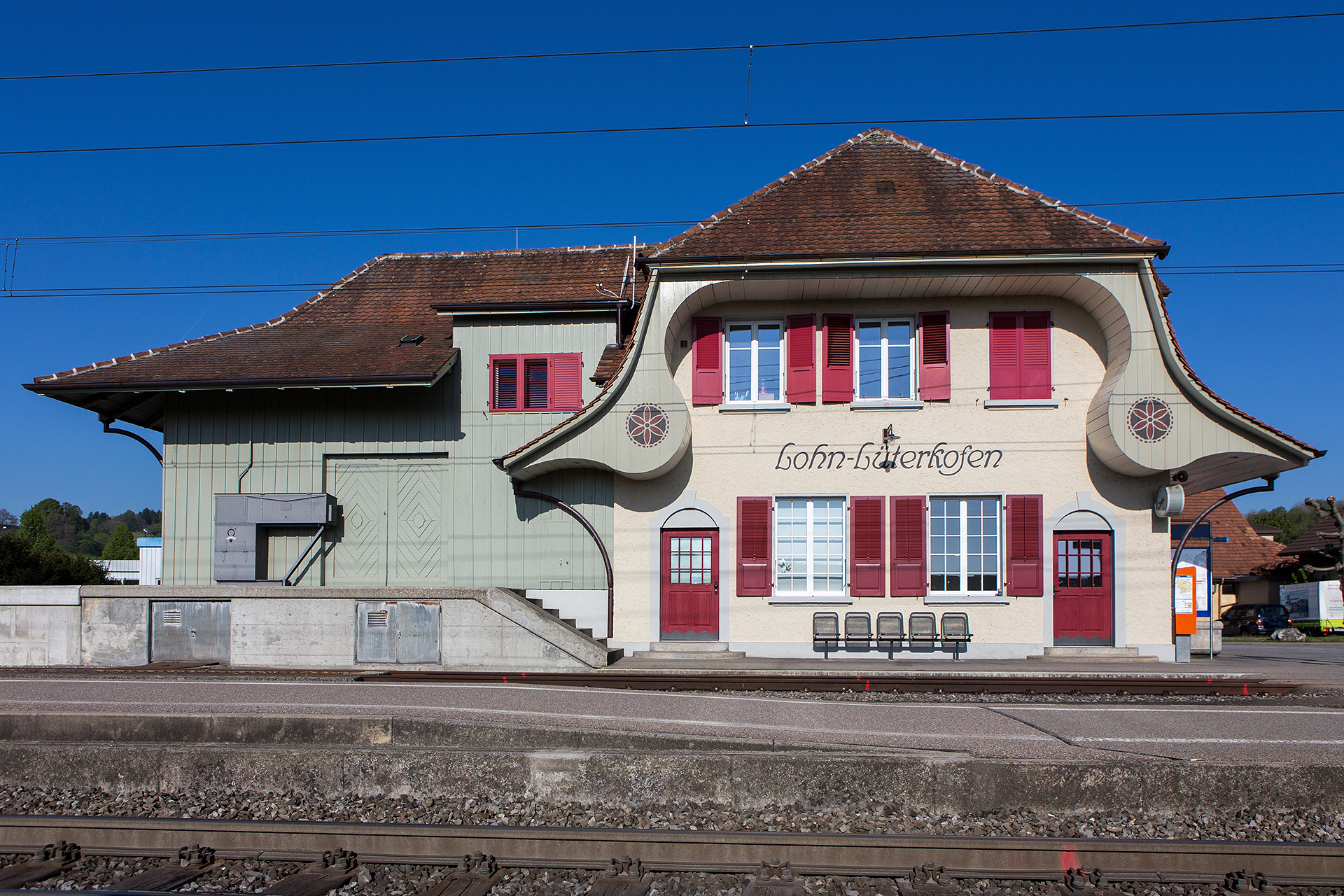
Bahnhof Lohn-Lüterkofen
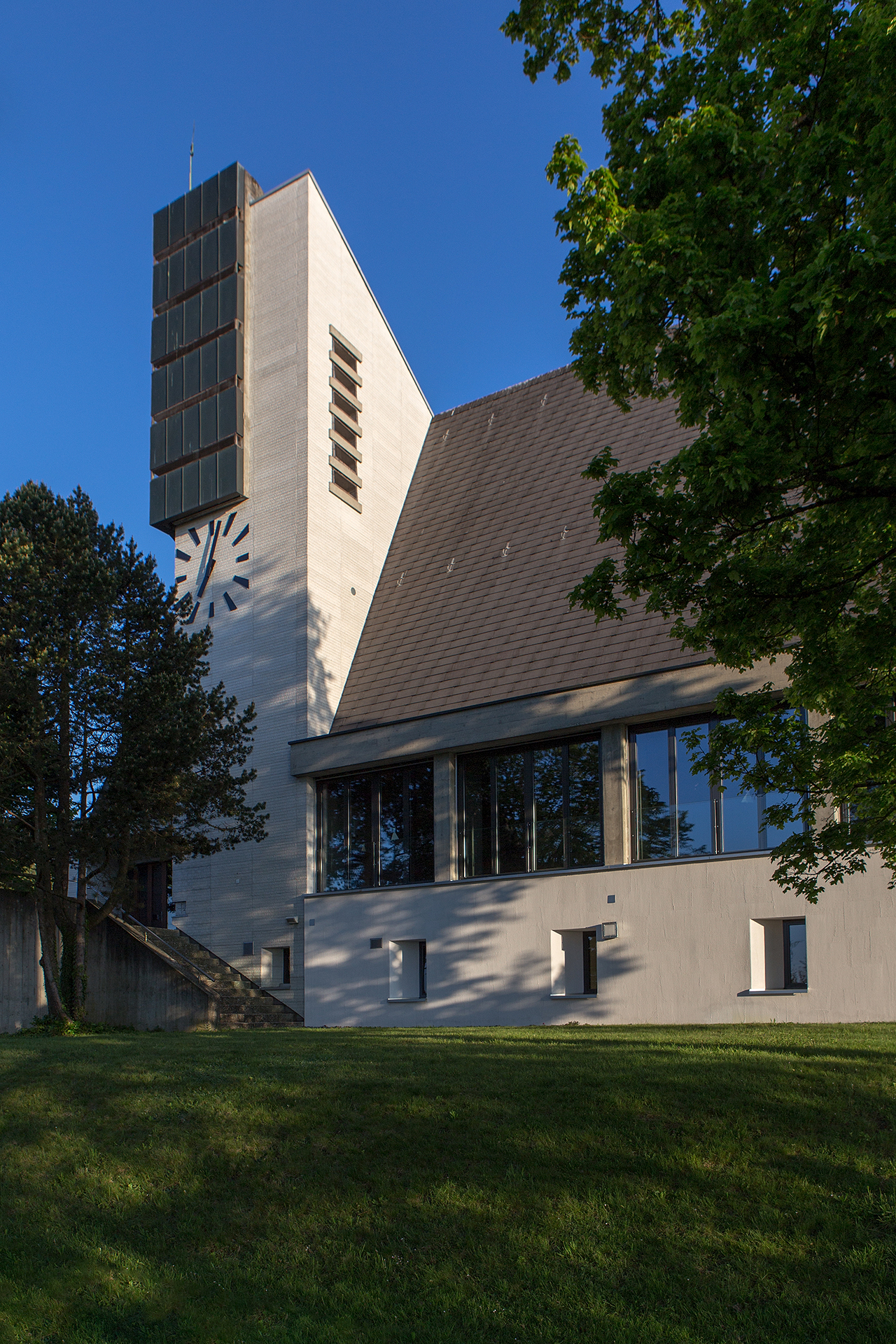
Reformierte Kirche
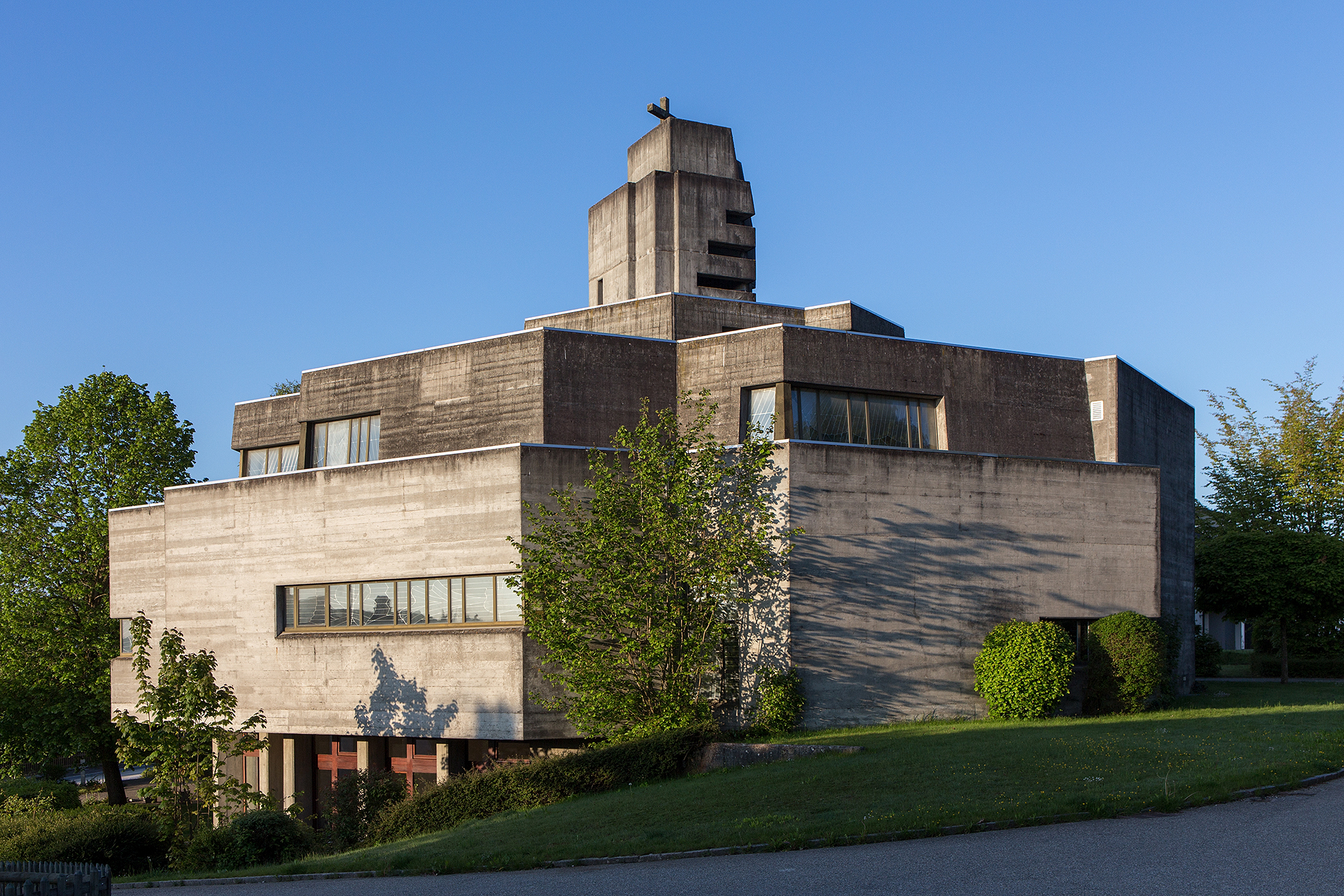
Katholische Kirche
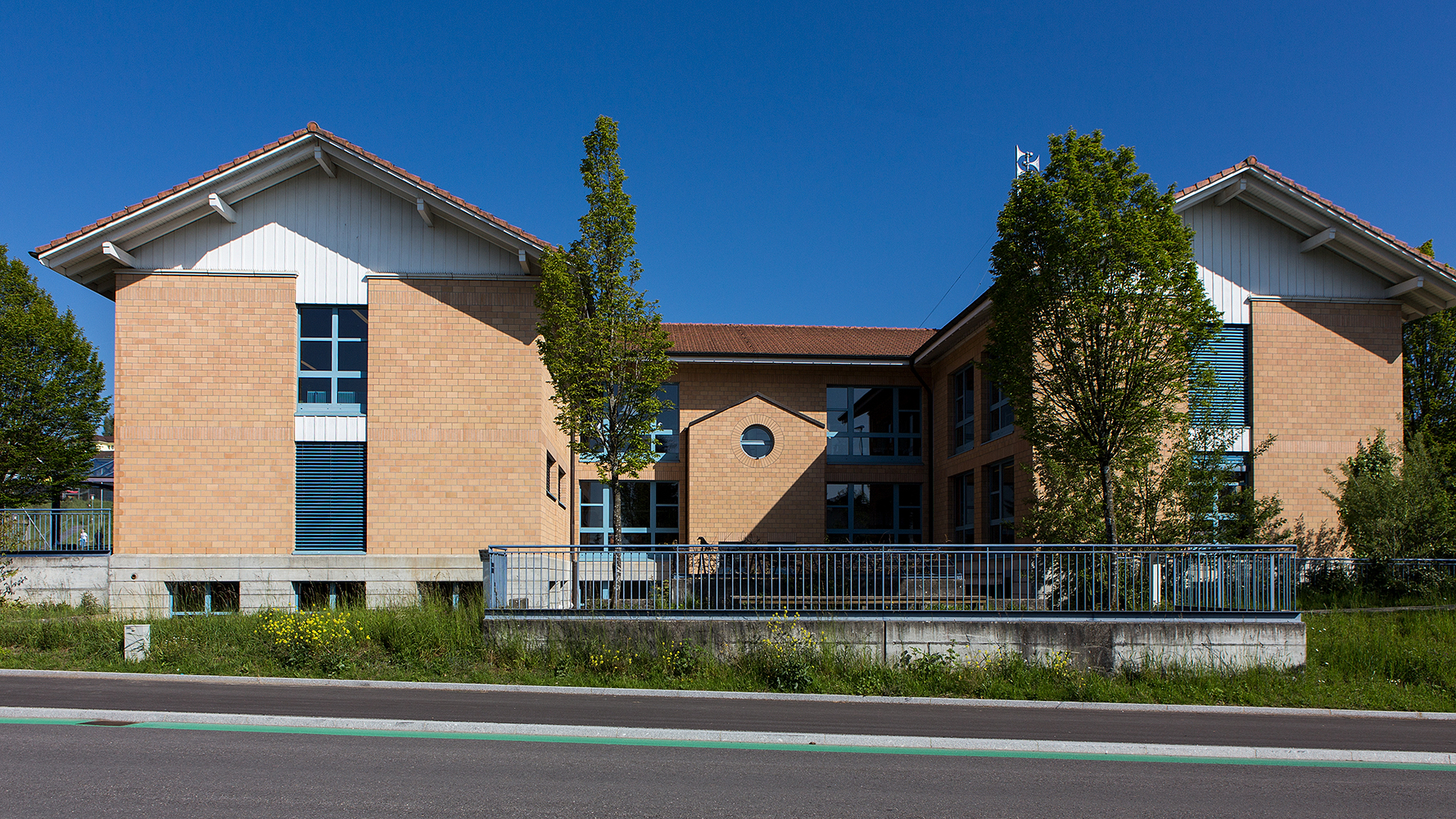
Schulhaus
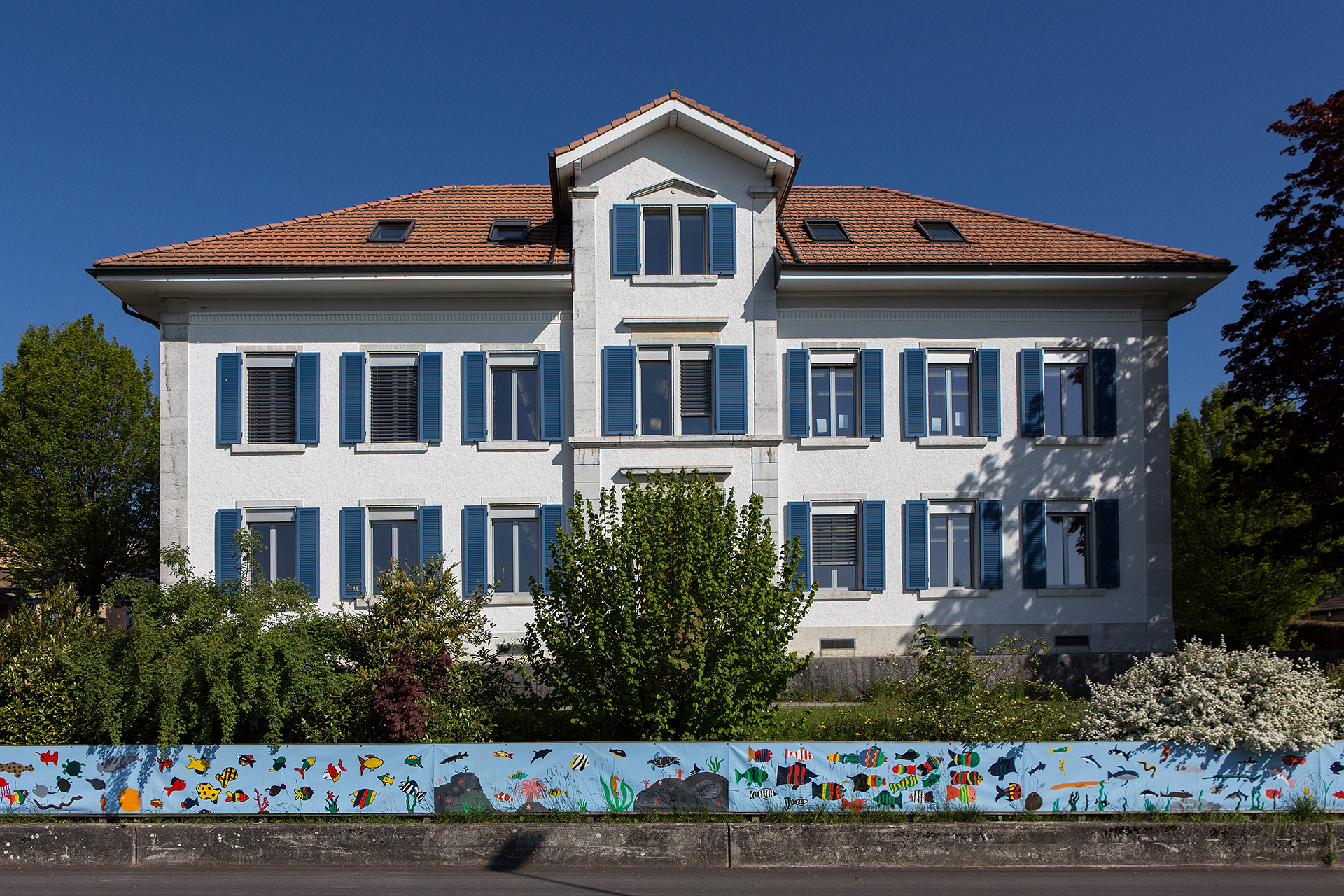
Altes Schulhaus
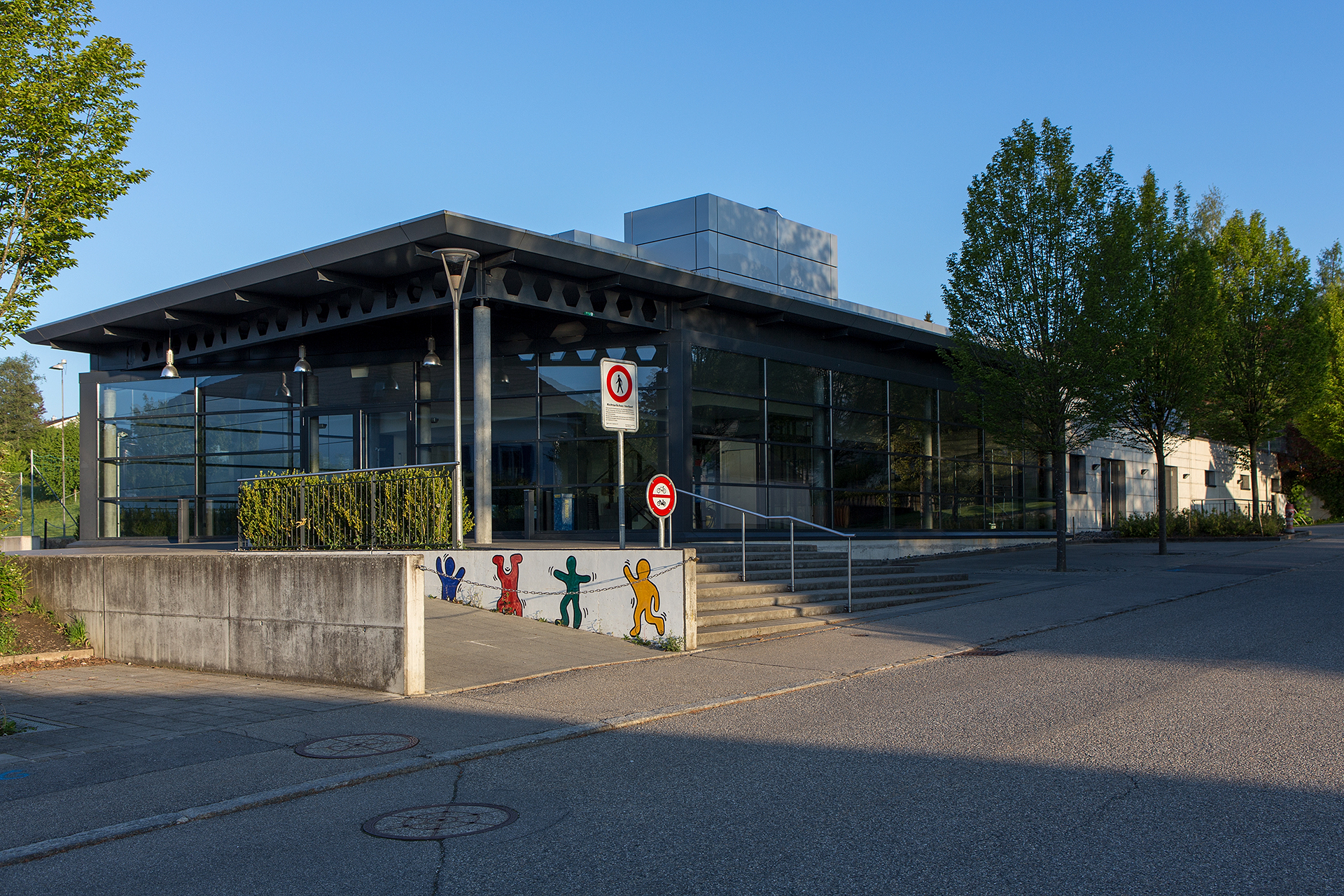
Mehrzweckhalle
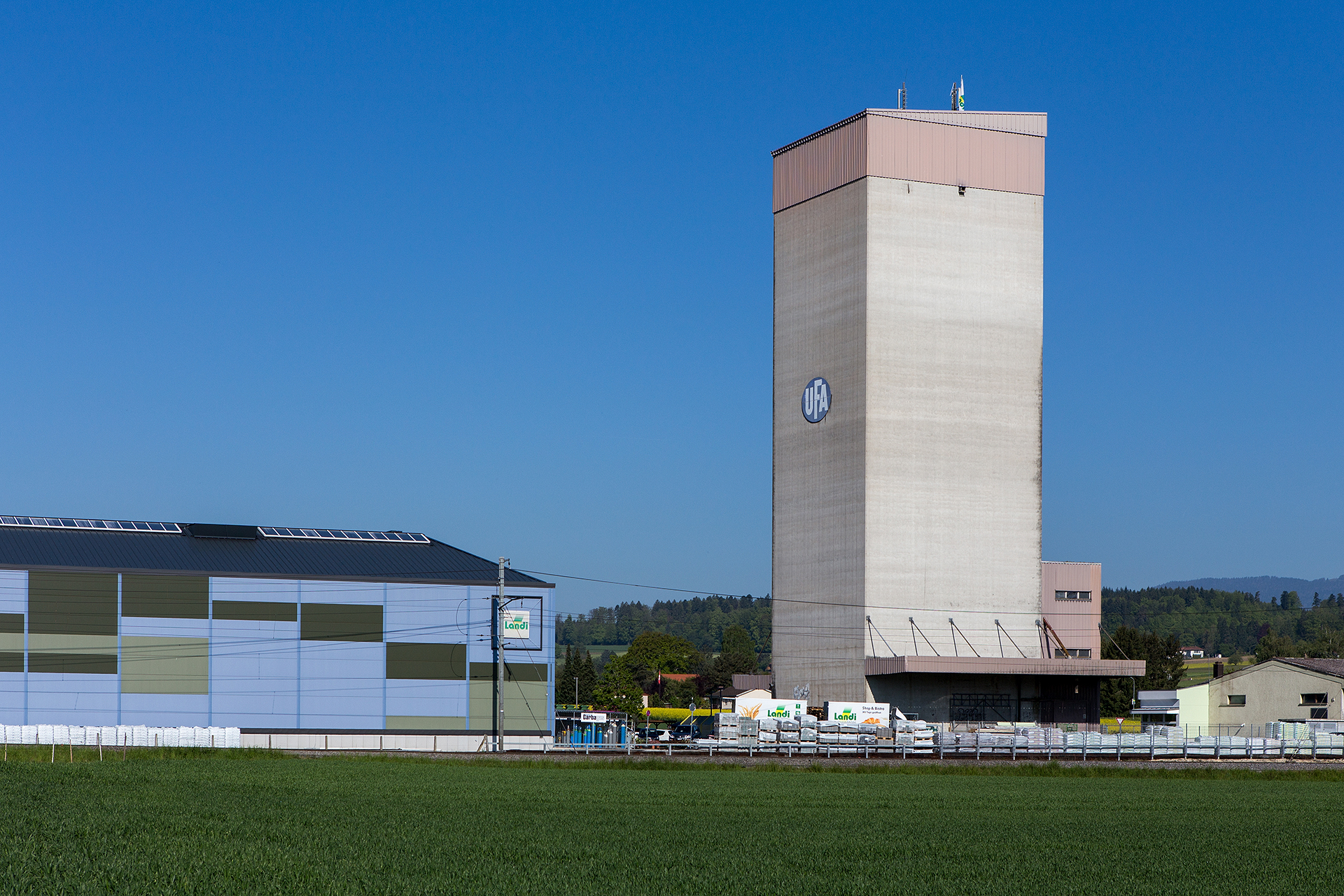
Landi bei Lohn (SO)
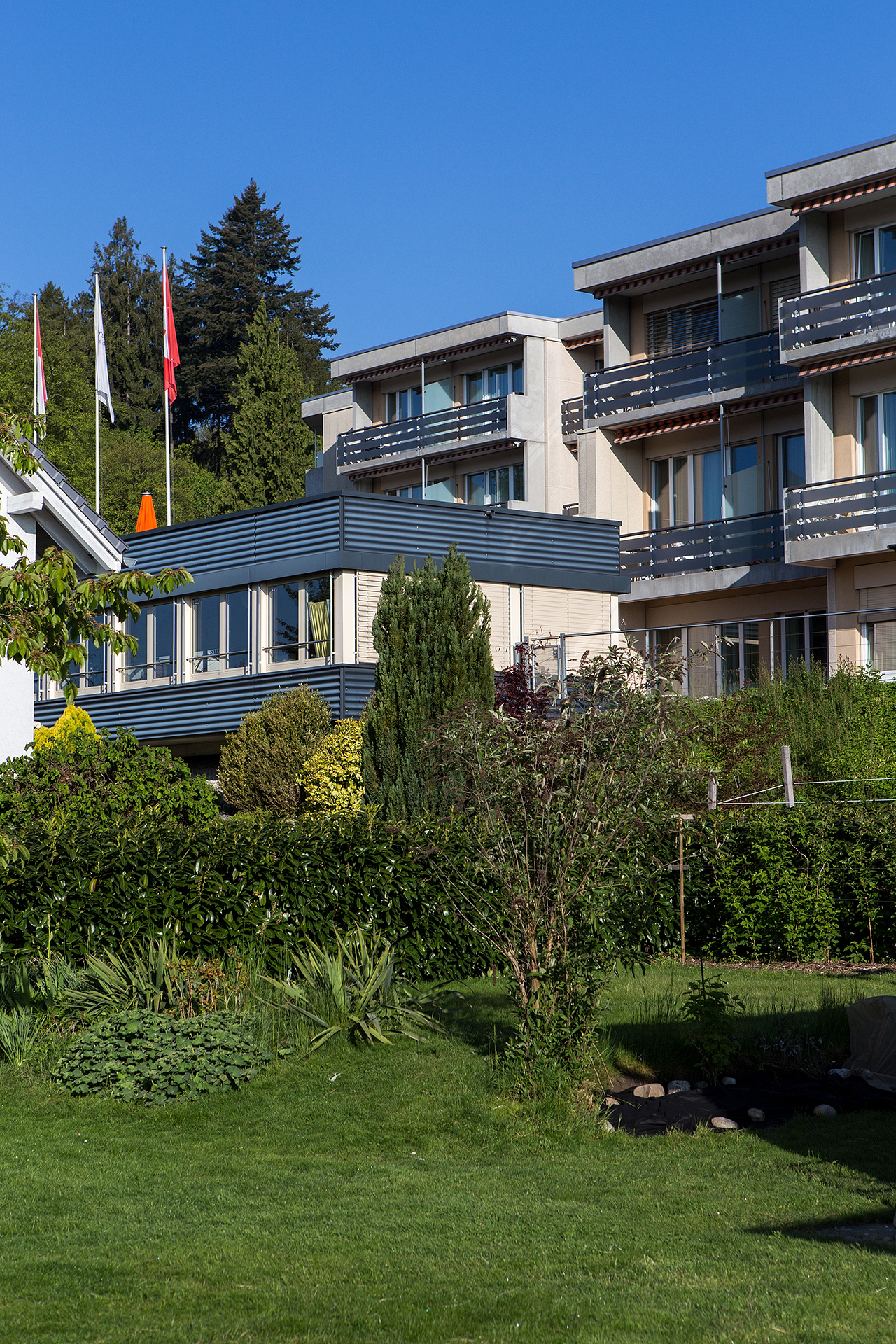
Altersheim Bad-Ammannsegg

## Wappen
Die beiden früheren Wappen wurden 1993 nach der Gemeindefusion in einem vereinigt.
Lohn:
Blasonierung
in Rot, blauer Radnagel
Ammannsegg
Blasonierung
in Rot entwurzelte Eiche mit braunem Stamm und Ästen, grünen Blättern und sechs gelben Früchten; heute rot-weiss geteilter Schild mit den farblich angepassten Emblemen